# Ripasrivier
Ripasrivier is een rivier, die stroomt in de Zweedse  gemeente Kiruna. De rivier verzorgt de afwatering van het gebied rondom het Ripasmeer en de Ripasberg. De rivier stroomt eerst naar het oosten om na het Sáhpalak naar het zuiden de stromen. Met haar bronrivier is ze 24800 meter lang.
De naam van de rivier kent nogal wat varianten. In officieel Zweeds heet ze Ripasätno, maar in deze contreien komen ook de namen voor van Ripasetnu, Riipasjohka, Ripaisenjoki en Ribasjohka.
Afwatering: Ripasrivier → (Torneträsk) → Torne → Botnische Golf